# 伊馬特拉
伊馬特拉（芬蘭語：Imatra）是芬蘭東部的城鎮，位於南卡累利阿區的芬蘭—俄羅斯邊界，距離聖彼得堡、赫爾辛基和拉彭蘭塔分別210公里、230公里和37公里。
伊馬特拉在1948年成立，在過去50年發展成現代的工業城鎮。

## 友好城市
- 加拿大基蒂马特
- 瑞典卢德维卡市镇
- 德国薩爾茨吉特
- 匈牙利錫蓋特堡
- 俄羅斯季赫溫
- 俄羅斯斯韋托戈爾斯克
- 斯洛伐克兹沃伦

## 外部連結
- 伊马特拉市官方網站 （页面存档备份，存于） （文） （英文） （俄文）
- 伊马特拉地区旅游信息 （英文）